# Der Prätorianer
Der Prätorianer oder die Zärtlichkeit des Thomas S. ist ein Singspiel in vier Bildern von Tristan Schulze (Musik) mit einem Libretto von Johannes B. Czernin, basierend auf den vom Standard veröffentlichten Chatprotokollen zwischen Sebastian Kurz und Thomas Schmid.

## Handlung
Die Oper ist ein Machtspiel, das politische Intrigen, Machtkämpfe und persönliche Verstrickungen beleuchtet. Im Mittelpunkt stehen die Figuren Sebastian K. und Thomas S., die lose auf realen Personen der österreichischen Politik basieren und in einem Netz aus Manipulation und Korruption gefangen sind.
Das Stück beginnt mit dem Aufstieg der beiden Protagonisten. Sebastian K. und Thomas S. schmieden Pläne, um ihre Macht im politischen System zu festigen. Sie nutzen ihre Netzwerke und beginnen, die politischen Spielregeln nach ihren Vorstellungen zu formen. Im Laufe der Handlung verstricken sich die beiden immer tiefer in Intrigen, die auch die Medien und die öffentliche Meinung beeinflussen.
Das dritte Bild zeigt eine intensivere persönliche und politische Bindung zwischen den beiden Figuren. Bei einem „Candle-Light-Dinner“ untermauern sie ihre gegenseitige persönliche und politische Nähe und Abhängigkeit.
Im vierten Bild erreicht die Handlung ihren dramatischen Höhepunkt: Sebastian K. und Thomas S. stehen vor dem Zerfall ihres Machtimperiums. Die Justiz ermittelt gegen sie, und die Öffentlichkeit wendet sich ab. Ihre Freundschaft und ihre politische Allianz zerbrechen unter dem Druck der Ereignisse, und beide müssen sich den Konsequenzen ihres Handelns stellen.
Ein Erzähler führt durch die ganze Geschichte und kommentiert das Geschehen mit kritischen Reflexionen über Moral und Macht. Er bietet dem Publikum einen Blick hinter die Kulissen und lädt es ein, über die politischen und gesellschaftlichen Dimensionen der Ereignisse nachzudenken.

## Gestaltung

### Instrumentation
Die Besetzung des Singspiels enthält die folgenden Instrumente:
- Akkordeon
- Geige
- Cello
- Bass

### Musik
Die Musik von Der Prätorianer verbindet klassische Opernelemente mit modernen Einflüssen und reflektiert die politische Thematik durch prägnante musikalische Motive und abwechslungsreiche Orchestrierung. Die Komposition wechselt zwischen dramatischen und satirischen Momenten, wobei dynamische Kontraste und unerwartete harmonische Wendungen die Machtkämpfe und Intrigen der Handlung unterstreichen. Charakteristisch sind melodische Linien in den Arien der Hauptfiguren, die ihre wechselnden emotionalen Zustände widerspiegeln. Der Erzähler agiert als moralische Instanz und bringt durch seine Rezitative einen kritischen Kommentar in das musikalische Gefüge ein, während das Orchester oft ironisch die Absurdität der politischen Verstrickungen verstärkt.

## Geschichte
Das Libretto schrieb Johannes B. Czernin in Anlehnung an Claudio Monteverdis L’incoronazione di Poppea, nachdem das Wiener Burgtheater in Kooperation mit dem Standard eine öffentliche Lesung der Chats hielt und auf Youtube stellte. Czernin fand in Tristan Schulze einen Komponisten, der das Werk musikalisch zum Leben erweckte. Inspiriert von der Commedia dell’arte führte Czernin Regie, wobei das Bühnenbild, eine Wanderbühne, und die Kostüme Elena Scheicher gebaut und gemacht wurden und Peter Breuer die einzelnen Tänze choreographierte. Der Komponist Tristan Schulze dirigierte die Uraufführung vom Cello aus selbst.

## Aufnahmen
- 18. Juni 2022 – Elena Scheicher (Bühne und Kostüme), Peter Breuer (Choreografie), Risa Schuchter (Violine), Tristan Schulze (Violoncello), Anna Mittermeier (Kontrabass), Ingrid Eder (Akkordeon), Emil Kohlmayr (Puppe Thomas S.), André Reitter (Puppe Sebastian K./Schipka).
 Anita Giovanna Rosati (Thomas S.), Laura Rieger (Sebastian K.), Johannes B. Czernin (Erzähler), Peter Godulla (Das Gewissen), Tobias Adali (Kellner), Elena Scheicher und Marie Lenglacher (Reporterinnen).
 Video der Uraufführung auf dem Dorfplatz von Sankt Koloman.
 Videostream auf YouTube.[1]